# Go!Zilla
Go!Zilla — проприетарный менеджер закачек с закрытым исходным кодом для Microsoft Windows, разработанный Аароном Остлером в 1995 году, а позже приобретённый компанией Aureate (впоследствии Radiate) в 1999 году. Программа является условно-бесплатной; предыдущие версии содержали рекламу, которая не могла остаться незамеченной и вызвала бурю споров среди пользователей и сторонников конфиденциальности. После приобретения программного обеспечения Headlight Software в 2008 году рекламный модуль был удалён и программа предлагала только бесплатное использование пробной 30-дневной триальной версии с ограниченными возможностями. Развитие остановилось в 2008 году.
Менеджер закачек Go!Zilla был одним из немногих менеджеров загрузок, который также являлся ускорителем загрузок. Именно подобного рода программы были особенно полезны и распространены при dial-up доступе в Интернет, так как было трудно загрузить данные из-за медленной скорости и частых отключений. Ускорители загрузок позволяют пользователям останавливать и возобновлять некоторые загрузки. Также подобное программное обеспечение позволяло производить загрузку по расписанию в любое время, что очень удобно, когда пользователь не рядом с компьютером, а также предоставить компаниям обеспечить параллельный протокол загрузки для распределенных систем в Интернете для своих продуктов. В июле 2000 году Go!Zilla получила награду по независимым оценкам пользователей в журналах PC Magazine ZDNet на седьмой ежегодной премии Shareware за лучшую утилиту, за которую отдали голоса более чем 10 миллионов человек в Интернете (на тот момент).
В январе 2008 года Go!Zilla была приобретена Headlight Software, и уже следующая версия Go!Zilla 5 была полностью переписана с совершенно новым исходным кодом и без включённого в программу рекламного модуля, который вызвал недовольство пользователей.

## Возможности
Как и все другие программы подобного рода Go!Zilla предназначена для загрузки файлов из Интернета или локальной сети с максимальной скоростью.
- Поддержка протоколов HTTP, FTP, BitTorrent, HTTPS, FTPS.
- Возобновление загрузки файла с последнего места его разрыва.
- Планировщик задач.
- Мультизагрузка.
- Разъединить соединение и выключить компьютер по окончании сессии.
- Мониторинг URL ссылок в буфере обмена.
- Проверка обновился ли файл в Интернете.
- Импорт недокачанных файлов.
- Поиск файлов на FTP серверах и в Интернете.
- Поддержка скинов.
- Предоставление автоматических обзоров известных файловых архивов и новостей.
- Интеграция в популярные обозреватели Интернета.
- Встроенная звонилка, а также автодозвон.
- Имеет встроенный просмотрщик и распаковщик ZIP-архивов
- Автоматический поиск зеркал.
- Категории файлов. Установка каталогов для сохранения скачанных файлов (возможность сохранять файлы разных типов в разных каталогах).